# Ellington (Wisconsin)
Ellington es un pueblo ubicado en el condado de Outagamie en el estado estadounidense de Wisconsin. En el Censo de 2010 tenía una población de 2.758 habitantes y una densidad poblacional de 30,39 personas por km².

## Geografía
Ellington se encuentra ubicado en las coordenadas 44°22′23″N 88°33′3″O / 44.37306, -88.55083. Según la Oficina del Censo de los Estados Unidos, Ellington tiene una superficie total de 90.77 km², de la cual 89.69 km² corresponden a tierra firme y (1.18%) 1.07 km² es agua.

## Demografía
Según el censo de 2010, había 2.758 personas residiendo en Ellington. La densidad de población era de 30,39 hab./km². De los 2.758 habitantes, Ellington estaba compuesto por el 98.19% blancos, el 0.11% eran afroamericanos, el 0.18% eran amerindios, el 0.58% eran asiáticos, el 0% eran isleños del Pacífico, el 0.44% eran de otras razas y el 0.51% pertenecían a dos o más razas. Del total de la población el 1.52% eran hispanos o latinos de cualquier raza.